# Beaumont-sur-Lèze
Beaumont-sur-Lèze (em occitano:  Bèumont de Lesat) é uma comuna francesa na região administrativa da Occitânia, no departamento do Alto Garona. Estende-se por uma área de 26.31 km², com 1.557 habitantes, segundo o censo de 2018, com uma densidade de 59 hab/km².